# Lázaro Cárdenas (Chiapilla)
Lázaro Cárdenas es una localidad del municipio de Chiapilla ubicado en la región de Los Llanos del estado mexicano de Chiapas.

## Geografía
La localidad de Lázaro Cárdenas se sitúa en las coordenadas geográficas 16°33′07″N 92°45′44″O / 16.551944, -92.762222, a una elevación de 431 metros sobre el nivel del mar.

## Demografía
Según el Censo de Población y Vivienda 2020, efectuado por el Instituto Nacional de Estadística y Geografía, la localidad de Lázaro Cárdenas tiene 984 habitantes, de los cuales 506 son del sexo masculino y 478 del sexo femenino. Su tasa de fecundidad es de 2.26 hijos por mujer y tiene 265 viviendas particulares habitadas.
| Gráfica de evolución demográfica de Lázaro Cárdenas entre 1900 y 2020 |
|                                                                       |
| INEGI.                                                                |